# Ivolândia
Ivolândia is een gemeente in de Braziliaanse deelstaat Goiás. De gemeente telt 2.738 inwoners (schatting 2009).